# Таџички језик
Таџички језик (таџ. забо́ни тоҷикӣ́ / zaboni tojikī), такође зван таџички персијски језик (таџ. форси́и тоҷикӣ́ / forsii tojikī) је варијанта персијског језика којим у Таџикистану и Узбекистану говоре Таџици.
Уско је повезан са суседним дари персијским језиком са којим чини континуитет међусобно разумљивих сорти.
Од почетка двадесетог века и независности Таџикистана од Совјетског Савеза, бројни писци и истраживачи сматрају да је таџички језик варијанта персијског језика.
Популарност ове концепције таџичког језика као врсте персијског језика била је таква да је током периода у којем су таџички интелектуалци покушавали да успоставе таџички језик као језик одвојен од персијског језика. Садридин Ајни, који је био истакнути интелектуалац и просветитељ, дао је изјаву да таџички језик није дилект персијског језика.
Путем раног новог персијског, таџики перцијског, попут иранског и дари персијског, представља наставак средњеперсијског, службеног верског и књижевног језика Сасанидског царства (224–651. н. е.), сам по себи наставак староперсијског језика Ахеменида (550–330. п. н. е.).
Таџички је службени језик Таџикистана. У Авганистану (где мањина таџичког народа чини главни део шире популације Персофона), овај језик је под мањим утицајем туркијских језика, сматра се обликом Дари персијског језика и као такав има статус ко-службеног језика.
Таџички језик Таџикистана се разликује од персијског језика којим се говори у Авганистану и Ирану због политичких граница, географске изолације, процеса стандардизације и утицаја руског и суседних туркијских језика.
Стандардни језик заснован је на северозападним диaлектима таџичког језика (регион старог већег града Самарканда), на које је донекле утицао суседни узбечки језик као резултат географске близине. Таџички језик такође задржава бројне архаичне елементе у свом речнику, изговору и граматици који су изгубљени другде у свету Персофона, делом и због његове релативне изолације у планинама средње Азије.

## Име
До деветнаестог века, укључујући говорнике у Авганистану и средњој Азији, нису имали посебно име за тај језик и једноставно су сматрали да говоре „фарси“, што је ендоним за персијски језик.
Израз „таџички“, изведен из персијског за реч „странац“, био је егзоним за говорнике туркијских језика који су га користили да би се односили на персијске говорнике (реч Тат има слично порекло), мада су од тада и сами говорници прихватили ту реч.
Године 1989, растом таџичког национализма, усвојен је закон којим се таџички језик проглашава државним језиком. Поред тога, закон је званично изједначио таџички са персијским, стављајући реч фарси (ендоним за персијски језик) иза таџичког. Закон је такође позивао на постепено поновно увођење персо-арапског алфабета. 1999. године реч Фарси уклоњена је из закона о државном језику.

## Диалекти
Таџички диалекти се могу приближно поделити у следеће групе:
- Северни диалекти (Северни Таџикистан, Бухара, Самарканд, Киргистан)
- Централни диалекти (диалекти горње Зарафшанскe долине)
- Јужни диалекти (Јужно и источно од Душанбеа, Кулоба и регије Рашт у Таџикистану)
- Северозападни диалекти (диалекти регије Дарвоз и Аму Дарје код Рушона)

Диалект који користе бухарски Јевреји из средње Азије познат је као бухорски диалект и припада северном диалекатском груписању. Одликује се углавном укључивањем хебрејских термина, углавном верског речника и историјском употребом хебрејског алфабета. Упркос овим разликама, Бухори је лако разумљив осталим говорницима таџичког, посебно говорницима северних диалеката. Веома важан тренутак у развоју савременог таџичког језика, посебно говорног језика, јесте тенденција промене његове диалекатске оријентације. Диалекти Северног таџичког били су темељ преовлађујућег стандардног таџичког, док Јужни диалекти нису уживали ни у популарности ни у престижу. Сада сви политичари и јавни званичници држе своје говоре на кулопском диалекту који се такође користи у емитовању.